# Herb gminy Stężyca (województwo lubelskie)
Herb gminy Stężyca – jeden z symboli gminy Stężyca, ustanowiony 11 października 2006. Wizerunek dzika na murawie pojawił się na XVI-wiecznych pieczęciach miejskich, drzewo dębu wprowadzono do herbu dopiero w XVIII w.

## Wygląd i symbolika
Herb przedstawia na tarczy w polu czerwonym wizerunek złotego dębu, pod którym umieszczono postać czarnego dzika, kroczącego po zielonej murawie.